# Руска баня
Руската баня (на руски: русская баня или само баня) е традиционна руска парна баня.
Състои се от парно помещение с дървени скамейки и печка на дърва, която е покрита със специални парни камъни с голям коефициент на задържане на топлина (базалт, специални смеси газобетон и др.) и подходящи за заливане с вода и създаване на големи количества водна пара. Изливането на водата става с подходящ съд, обикновено това е кофа от дърво или пластмаса, издържаща висока температура.
В района на банята има подходящи охладителни съоръжения, като басейни, езера или душове.
За разлика от финската сауна руската баня не е толкова гореща, тъй като е прието да се излива повече вода върху парните камъни, отколкото в сауната. Поради това помещението с печката на банята е с по-голямо съдържание на водни пари. Прието е това място да се нарича парилка.

## Видове
- бяла баня
- черна баня